# Busan Lotte World Tower
Busan Lotte Tower é um arranha-céus em construção na cidade de Busan, Coreia do Sul, cujas obras atualmente se encontram paralisadas. Será parte do complexo Lotte World 2. Está localizado próximo à estação de metrô de Busan.
A torre terá 510,2 m. Está previsto que tenha 107 andares. A construção começou em 18 de dezembro de 2000, mas em 2007 as obras foram interrompidas e ainda não recomeçaram.

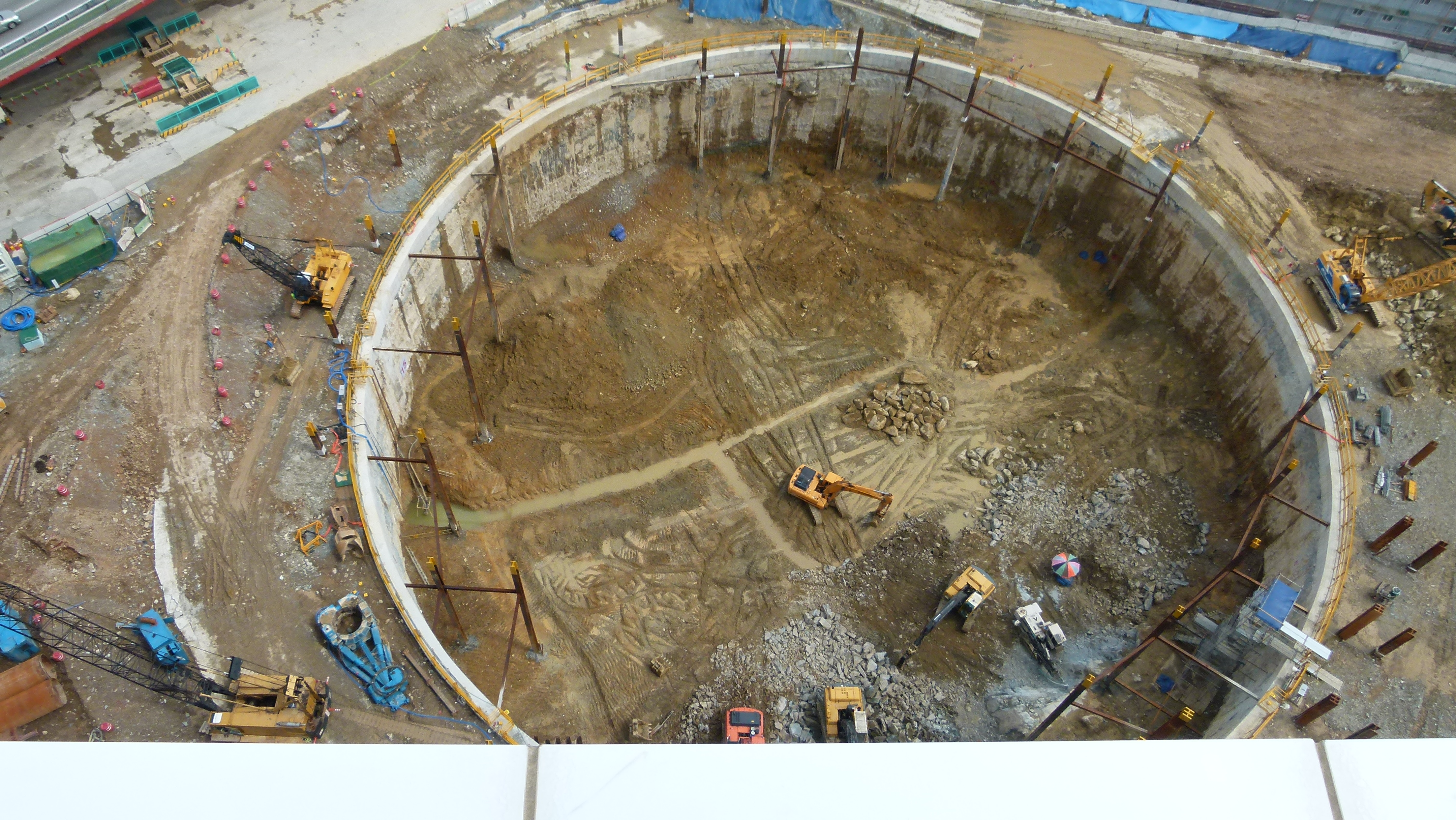
Construção da Busan Lotte Tower, agosto de 2011